# 世界飛鏢總會
世界飛鏢總會（World Darts Federation，WDF）是一個成立於1976年，專門管轄國際飛鏢事務的組織。目前，該組約有68個成員國加盟，旗下的主要比賽有世界杯。它的總部設在英國。

## 外部連結
- 官方網站 （页面存档备份，存于）